# Italian Open 2022
Italian Open 2022  (cunoscut și sub numele de Roma Masters sau Internazionali BNL d'Italia din motive de sponsorizare) este un turneu de tenis profesionist care se joacă pe terenuri cu zgură, în aer liber, la Foro Italico din Roma, Italia. Este cea de-a 79-a ediție a Openului Italiei și este clasificat ca eveniment ATP 1000 în Turul ATP 2022 și turneu neobligatoriu în Turul WTA 2022.

## Campioni

### Simplu masculin
Pentru mai multe informații consultați Italian Open 2022 – Simplu masculin

### Simplu feminin
Pentru mai multe informații consultați Italian Open 2022 – Simplu feminin

### Dublu masculin
Pentru mai multe informații consultați Italian Open 2022 – Dublu masculin

### Dublu feminin
Pentru mai multe informații consultați Italian Open 2022 – Dublu feminin

## Puncte și premii în bani

### Distribuția punctelor
| Probă           | C    | F   | SF  | QF  | R16 | R32 | R64 | R128 | Q   | Q2  | Q1  |
| Simplu masculin | 1000 | 600 | 360 | 180 | 90  | 45  | 25* | 10   | 16  | 8   | 0   |
| Dublu masculin  | 1000 | 600 | 360 | 180 | 90  | 0   | N/A | N/A  | N/A | N/A | N/A |
| Simplu feminin  | 1000 | 650 | 390 | 215 | 120 | 65  | 35* | 10   | 30  | 20  | 2   |
| Dublu feminin   | 1000 | 650 | 390 | 215 | 120 | 10  | N/A | N/A  | N/A | N/A | N/A |

### Premii în bani
| Probă           | C        | F        | SF       | QF       | R16     | R32     | R64     | Q2      | Q1     |
| Simplu masculin | €836,355 | €456,720 | €249,740 | €136,225 | €72,865 | €39,070 | €21,650 | €11,090 | €5,810 |
| Simplu feminin  | €332,260 | €195,813 | €100,806 | €46,322  | €23,170 | €13,176 | €9,456  | €5,548  | €2,888 |
| Dublu masculin  | €252,980 | €135,180 | €72,800  | €40,570  | €21,830 | €11,580 | N/A     | N/A     | N/A    |
| Dublu feminin   | €97,016  | €54,540  | €29,984  | €15,120  | €8,564  | €5,742  | N/A     | N/A     | N/A    |